# Summi Pontificatus
Summi Pontificatus es una encíclica del papa Pío XII publicada el 20 de octubre de 1939. La encíclica lleva por subtítulo Sobre la unidad del cuerpo social.  Fue la primera encíclica de Pío XII, que fue vista como el establecimiento de un «tono» de su papado. Critica los errores principales de la época, tales como las ideologías de racismo de superioridad y cultural y el estado totalitario. También establece el marco teológico para el futuro de las encíclicas, como Mystici Corporis Christi (1943). La encíclica lamenta la destrucción de Polonia, denuncia el Pacto Ribbentrop-Mólotov y pide una restauración de la independencia de Polonia.

## La unidad del cuerpo social

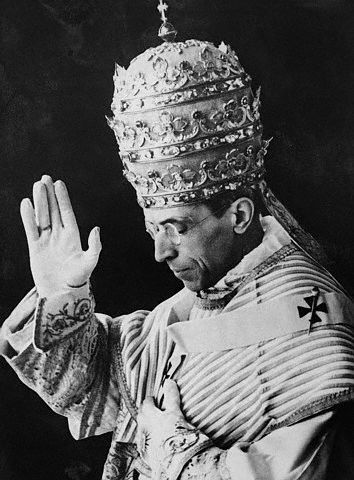
Pío XII, 1939

Summi Pontificatus ve cómo el cristianismo se universaliza, y se opone a la hostilidad racial y a los sentimientos de superioridad. Indica que no hay diferencias raciales, porque la raza humana forma una unidad, porque «todos tenemos un antepasado [Adán] de todas las naciones que habitan en toda la tierra».

¡Qué maravillosa visión, que nos hace contemplar el género humano en la unidad de su origen en Dios... en la unidad de su naturaleza, compuesta por igualdad en todos los hombres de un cuerpo material y alma espiritual, en la unidad de su fin inmediato y su misión en el mundo, en la unidad de su vivienda, la tierra, cuyos beneficios da a todos los hombres, por derecho de naturaleza, puede usar para sostener y desarrollar la vida, en la unidad de su fin sobrenatural: Dios mismo, a quien todos deben tender, en la unidad de los medios para alcanzar este fin;... en la unidad de la redención realizada por Cristo para todos.

Esta ley divina de la solidaridad y la caridad asegura que todos los hombres son verdaderamente hermanos, sin excluir la rica variedad de personas, culturas y sociedades.

### La diversidad humana y cultural
Summi Pontificatus enseña que las culturas superiores e inferiores no existen y que los diferentes niveles de desarrollo dentro y entre las naciones son fuente de enriquecimiento de la raza humana.

Las naciones, a pesar de la diferencia de desarrollo, debido a diversas condiciones de vida y de la cultura, no están destinados a romper la unidad de la raza humana, sino más bien enriquecerla y embellecerla por el reparto de sus dones peculiares y el intercambio recíproco de los bienes.

### La solidaridad y la caridad
Debido al origen común y la igualdad resultante, la solidaridad y la caridad son obligatorias para todas las personas. El principio de solidaridad, que puede ser articulado en términos de «amistad» o «caridad social», es una exigencia directa de la fraternidad humana y cristiana.

Un error, hoy ampliamente extendido, es el olvido de la ley de solidaridad humana y de caridad, dictada e impuesta por nuestro origen común y la igualdad de la naturaleza racional de todos los hombres, cualquiera que sea la nación a la que pertenecen. Esta ley es sellada por el sacrificio de redención ofrecido por Jesucristo en el altar de la cruz a su Padre celestial, en nombre de la humanidad pecadora.

El olvido de la ley de la caridad universal, puede dar lugar a conflictos y guerras. Debido a que la caridad es lo único que puede crear y consolidar la paz mediante extinción de odio y envidia, del ablandamiento y disensiones en las relaciones entre las naciones.